# Sepultura
Sepultura je brazilska thrash metal skupina, ustanovljena leta 1984. Njihovo ime v portugalščini pomeni »grob«.

## Zasedba

### Trenutna zasedba
- Andreas Kisser - kitara
- Derrick Green - vokal
- Jean Dolabella - bobni
- Paulo Jr. - bas kitara

### Nekdanji člani
- Jairo Guedz - kitara (1984-1986)
- Max Cavalera - vokal, kitara (1984-1996)
- Igor Cavalera - bobni (1984-2006)
- Wagner Lamounier - vokal, kitara (1984)

## Diskografija
- Bestial Devastation - 1985 (EP)
- Morbid Visions - 1986
- Schizophrenia - 1987
- Beneath the Remains - 1989
- Arise - 1991
- Chaos A.D. - 1993
- Roots - 1996
- Against - 1998
- Nation - 2001
- Revolusongs - 2002 (EP)
- Roorback - 2003
- Live in São Paulo - 2005
- Dante XXI - 2006
- A-Lex (2009)
- Kairos (2011)
- The Mediator Between Head and Hands Must Be the Heart (2013)
- Machine Messiah (2017)
- Quadra (2020)